# Schlacht um die Huon-Halbinsel
1942

Rabaul –
1. Salamaua-Lae –
Operation N –
Operation MO –
Korallenmeer –
Buna-Gona –
Kokoda Track –
Milne-Bucht –
Goodenough –
Buna-Gona-Sanananda –
Operation Lilliput 
1943

Wau –
Bismarcksee –
I –
2. Salamaua-Lae –
Chronicle –
Finisterre –
Cartwheel –
Bougainville –
Huon –
Neubritannien –
Bombardierung von Rabaul 
1944–1945

Admiralitätsinseln –
Emirau –
Take Ichi Konvoi –
Reckless –
Persecution –
Wakde-Sarmi –
Biak –
Noemfoor –
Driniumor –
Sansapor –
Morotai –
Aitape–Wewak
Die Schlacht um die Huon-Halbinsel war eine Reihe von Kampfhandlungen zwischen japanischen und alliierten Truppen, die während des Pazifikkriegs in den Jahren 1943 und 1944 im Nordosten der Insel Neuguinea stattfanden. Sie markierte den Anfangspunkt einer ab 1943 stattfindenden allgemeinen alliierten Offensive und konnte die japanischen Truppen über einen Zeitraum von vier Monaten aus ihren bisherigen Stellungen auf der Halbinsel verdrängen. Die hauptsächlich an der Schlacht beteiligten australischen Truppen profitierten vom rapiden technologischen Fortschritt der alliierten Kriegsindustrie, mit dem die japanische Industrie nicht Schritt halten konnte. Durch die feindliche Überlegenheit in der Luft und zu See fiel es Japan darüber hinaus schwer, ausreichenden Nachschub und Verstärkungen nach Neuguinea zu schaffen.
Die Schlacht wurde durch Landungen der australischen 9th Division östlich von Lae am 4. September 1943 vorbereitet. Es schloss sich ein Vormarsch entlang der Küste in Richtung Westen an, um sich mit der von Nadzab aus vorrückenden 7th Division zusammenzuschließen. In der Zwischenzeit führten amerikanische und australische Truppen eine Reihe von Angriffen in der Region um Salamaua durch. Schwerer Regen und Überschwemmungen verlangsamten den Vormarsch der 9th Division genau so wie die japanische Nachhut, weshalb Lae erst durch den Einmarsch der 7th Division am 16. September gesichert werden konnte. Die japanische Garnison der Stadt wich nach Norden aus. Weniger als eine Woche später begann am 22. September die Schlacht um die Huon-Halbinsel, als australische Truppen von See her weiter östlich anlandeten, um Finschhafen zu erobern.
Nach der Landung am Scarlet Beach rückten die Alliierten nach Süden vor, um Finschhafen zu sichern. Daraus resultierten ebenfalls Kämpfe bei Jivevaneng. Mitte Oktober starteten die japanischen Truppen einen Gegenangriff auf den australischen Brückenkopf am Scarlet Beach, der die Australier zeitweise in Bedrängnis brachte und zur Aufteilung ihrer Truppen zwang, bevor er nach etwa einer Woche abgewehrt werden konnte. Im Anschluss hieran rückten sie ins Inland vor, um mit der Eroberung des Sattelbergs die Initiative zurückzugewinnen. Nach heftigen Kämpfen und einem weiteren japanischen Gegenangriff wurde der Berg Ende November gesichert und die australischen Truppen konnten beginnen, weiter nördlich eine Linie zwischen Wareo und Gusika zu sichern. Dies gelang bis Anfang Dezember, woraufhin die Alliierten entlang der Küste über Lakona auf Fortification Point vorrückten. Dabei kam es zu schweren Gefechten mit japanischen Verbänden, die einen Verzögerungskampf lieferten.
Die letzte Phase der Schlacht war vom Zusammenbruch des organisierten japanischen Widerstands gezeichnet. Ein schneller Vormarsch australischer Kräfte entlang der Nordküste der Halbinsel und die Eroberung Sios folgten bis Januar. Parallel landeten amerikanische Truppen bei Saidor. Bis März führten die alliierten Truppen daraufhin Säuberungsaktionen im eroberten Gebiet durch, um letzte Widerstandsnester und versprengte Feindverbände aufzuspüren und auszuschalten. An die Schlacht schloss sich eine mehrmonatige, eher ruhige Phase im nördlichen Neuguinea an, bevor es im Juli zu schweren Kämpfen am Driniumor kam. Bis November kam es immer wieder zu vereinzelten Kämpfen, bis die australische Armee die großangelegte Schlacht um Aitape-Wewak begann.

## Hintergrund

### Geographie
Die Huon-Halbinsel liegt im Nordosten Neuguineas und erstreckt sich von Lae im Süden, am Huongolf gelegen, bis Sio im Norden, an der Vitiaz-Straße. Die Küstenlinie zwischen diesen beiden Punkten wird durch eine Vielzahl von mündenden Flüssen und kleineren Wasserläufen durchschnitten. Die bekanntesten sind die Flüsse Bumi, Mape und Song. Ihren Ursprung haben die Flüsse im Landesinneren, welches von verschiedenen Höhenzügen dominiert ist. Die markantesten sind das Rawlinson- und Cromwell-Gebirge im Süden beziehungsweise Osten, die an ihrem Treffpunkt im Zentrum der Halbinsel das Saruwaged-Gebirge bilden. Dieses geht weiter westlich in das Finisterre-Gebirge über. Abgesehen von einem schmalen, flachen Küstenstreifen war das Gebiet zur Kriegszeit von dichtem Dschungel dominiert, der von nur wenigen Straßen und Wegen durchquert wurde. Die meisten dieser Transportwege wurden erst im Kriegsverlauf von Pioniereinheiten so weit ausgebaut, dass sie von Fahrzeugen befahren werden konnten. Der Transport des Nachschubs erfolgte daher abseits der Küsten großteils zu Fuß.
Während der Planungen für die Schlacht definierten die Alliierten drei Gebiete als wichtige und entscheidende Punkte: den Strand nördlich von Katika, der später den alliierten Codenamen Scarlet Beach erhielt, den 960 m hohen Sattelberg, acht Kilometer südwestlich, der durch seine Höhe die umliegenden Gebiete beherrschte, und Finschhafen, das über ein kleines Flugfeld verfügte und durch seine Lage an einer Bucht Raum für leicht zu schützende Hafenanlagen bot. Finschhafen lag 9 km südlich von Scarlet Beach. Die japanischen Stäbe hatten Finschhafen und den Sattelberg ebenfalls als essentielle Punkte identifiziert. Zusätzlich hatten sie einen Höhenrücken zwischen Gusika an der Küste, etwa 5,5 km nördlich von Katika, und Wareo, 7,5 km Richtung Westen im Landesinneren, als Schlüsselpunkt definiert. Die Wichtigkeit des Höhenrückens bestand in einem auf ihm verlaufenden Weg, über den der japanische Nachschub zum Sattelberg transportiert wurde. Er stellte darüber hinaus ein natürliches Hindernis für jeden von Finschhafen nach Norden gehenden Vorstoß dar, was ihn zu einer idealen Verteidigungslinie machte.

### Militärische Situation

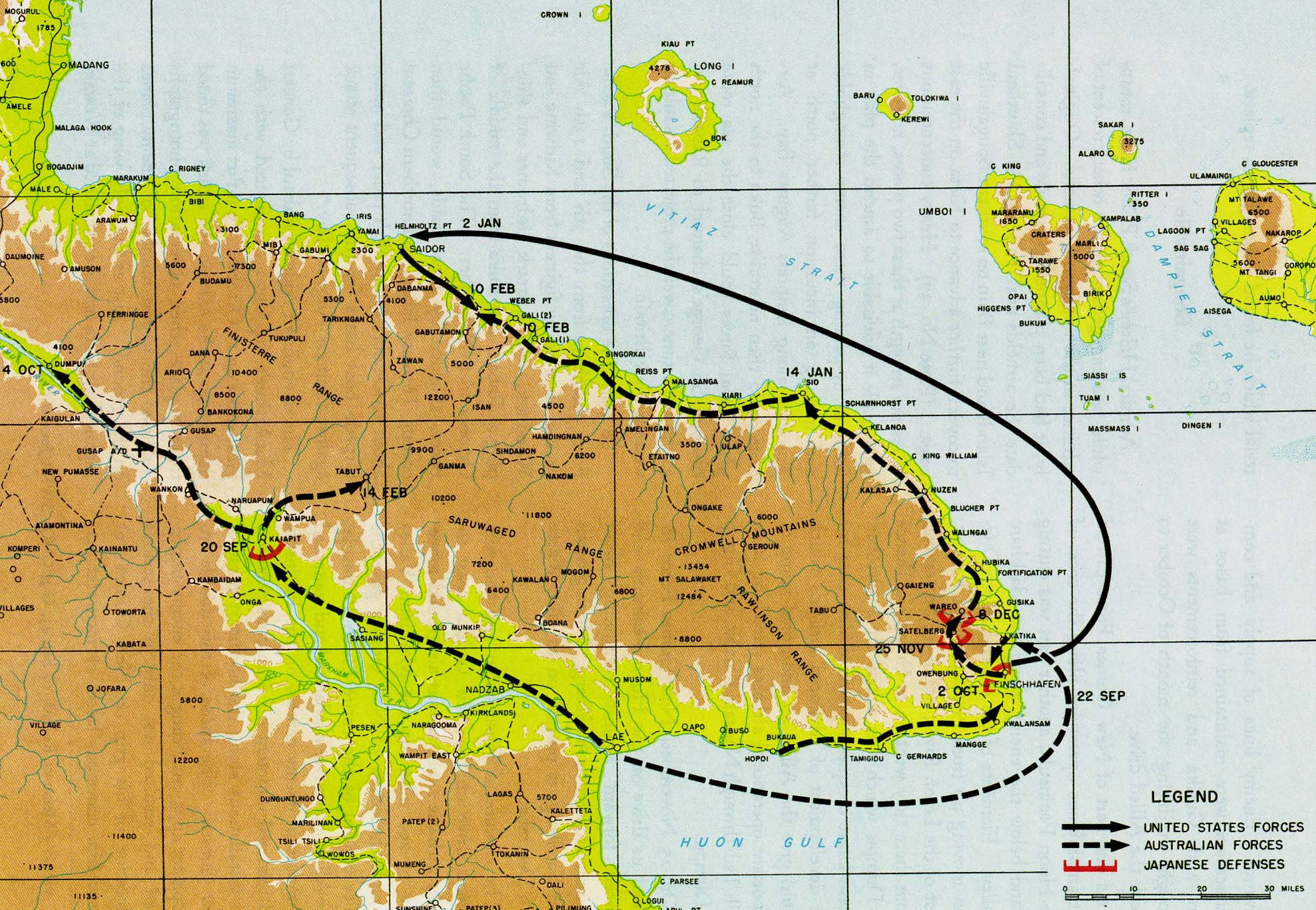
Karte der Operationen auf der Huon-Halbinsel, 1943–44

Bis 1943 waren die groß angelegten Offensivaktionen der Japaner im alliierten Befehlsbereich Southwest Pacific Area (SWPA) zum Erliegen gekommen. Ihr Vormarsch auf Neuguinea war bereits im Vorjahr zum Stehen gekommen, als es australischen Truppen gelang, die japanische Armee in der Schlacht am Kokoda Track zu blockieren. Sich anschließende Niederlagen in den Schlachten in der Milne-Bucht, Buna-Gona, Wau und Guadalcanal zwangen die japanischen Truppen lokal bereits zum Rückzug. Als Folge wechselte die Initiative bis Mitte 1943 endgültig auf die Seite der Alliierten.
Die alliierten Militärstrategen begannen nach diesen Erfolgen mit der Planung des weiteren Kriegsverlaufs. Sie maßen der Rückeroberung der Philippinen dabei eine hohe Priorität bei, an die sich potentiell eine Invasion der japanischen Hauptinseln anschließen sollte. Den Dreh- und Angelpunkt der japanischen Streitkräfte in der Region stellte der groß ausgebaute Stützpunkt Rabaul dar. Die Ausschaltung dieser Basis wurde als elementar für den Erfolg im SWPA angesehen und die Operation Cartwheel wurde zu diesem Zweck gestartet.
Um dieses Ziel zu erreichen, benötigten die Alliierten Zugriff auf eine Reihe frontnaher Flugfelder. Die alliierten Oberbefehlshaber, darunter General Douglas MacArthur, befahlen daher die Eroberung der schon bestehenden Flugfelder bei Finschhafen und Lae. Die Eroberung und Sicherung von Lae sollte einen Hafen öffnen, über den Nadzab und die Operationen im Markham-Tal versorgt werden konnten. Die Kontrolle Finschhafens und der Huon-Halbinsel bot einen Ausgangspunkt für Operationen auf Neubritannien. Der natürliche und geschützte Hafen erleichterte darüber hinaus die Kontrolle der wichtigen Vitiaz- und Dampierstraße.

### Streitkräfte
In der Zeit unmittelbar vor Beginn der Schlacht befanden sich im Southwest Pacific Area keine US-Bodentruppen im direkten Kampf mit den Japanern, weshalb Finschhafen durch die australische 9th Division gesichert werden sollte. Die Division gehörte zur Second Australian Imperial Force (2nd AIF), die großteils aus Freiwilligen bestand. Sie hatte im Verlauf des Afrikafeldzugs bereits Erfahrungen gesammelt. Anfang 1943 war sie nach Australien rückverlegt und nach dem neuen Dschungelkampfschema umgerüstet worden. Bei einer Stärke von 13.118 Mann verfügte die Division anschließend über drei Infanteriebrigaden zu je drei Bataillonen und verschiedenen ungebundenen Unterstützungsbataillonen. Unterstützend griff die 4. Brigade der Heeresreserve später in die Kämpfe ein. Der amerikanische Anteil an der Schlacht bestand hauptsächlich im Stellen von logistischer und Seeunterstützung sowie im Pionierwesen.

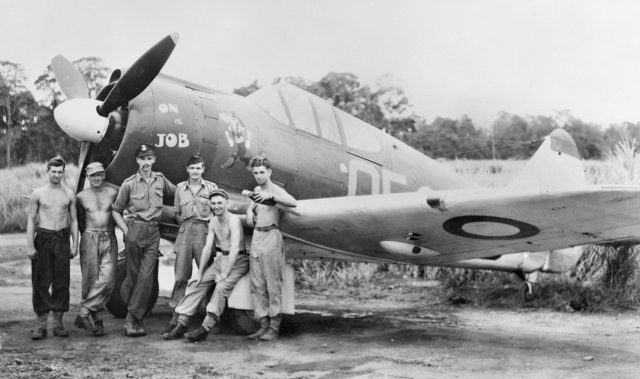
Ein Boomerang-Jäger der 4. Staffel der RAAF mit Bodenpersonal, 5. Oktober 1943

Luftunterstützung wurde durch die No. 9 Operational Group RAAF geleistet, deren Staffeln unter anderem mit den Flugzeugtypen Commonwealth Boomerang und Wirraway sowie dem Sturzkampfbomber Vultee A-31 Vengeance ausgerüstet waren. Sie flogen während der Kämpfe zahlreiche Nahunterstützungs- und Versorgungseinsätze. Amerikanische Republic P-47 und Lockheed P-38 der 348th und 475th Fighter Group flogen Jagdschutz für den die Kämpfe versorgenden Schiffsverkehr während mittlere und schwere Bomber der Fifth Air Force Bombenangriffe gegen die japanischen Feldflugplätze auf Neubritannien und um Wewak flogen sowie im Zusammenspiel mit PT-Schnellbooten deren Nachschublinien angriffen. Der schwierige Einsatz von Radfahrzeugen führte dazu, dass der Nachschubtransport stark auf das Wasser verlegt wurde. Landungsboote und andere kleine Seefahrzeuge landeten kleinere Nachschubmengen entlang der Küste an von wo aus sie von einheimischen Trägern zu den Truppen verschafft wurden. Seltener wurden auch Kampftruppen für Transportzwecke abgestellt oder wenn möglich Jeeps eingesetzt.
Den Hauptteil der japanischen Truppen während der Schlacht stellte die 18. Armee unter Generalleutnant Adachi Hatazō dar, deren Hauptquartier sich in Madang befand. Sie bestand aus der 20., 41. und 51. Division sowie kleineren Besatzungs- und Marineinfanterieeinheiten. Die Truppen um Finschhafen standen unter dem Kommando von Generalmajor Yamada Eizō obwohl das Kommando auf taktischer Ebene anhand geographischer Besonderheiten in kleinere Einheiten aufgeteilt war. Sie verteilten sich so über das Gebiet zwischen dem Fluss Mongi, östlich von Lae, und Arndt Point, dem Sattelberg, Joangeng, Logaweng, Finschhafen, Sisi und der Insel Tami. Die größten Konzentrationen bestanden am Sattelberg und bei Finschhafen. wo sie dem Befehlshaber der 20. Division unterstanden, Generalleutnant Katagiri Shigeru. Durch Krankheit und den Einsatz zum Straßenbau zwischen Madang und Bogadjim war die Kampfkraft der Japaner reduziert.
Wie die Alliierten waren auch die Japaner auf den Transport zu Wasser angewiesen. Hierfür setzten sie drei Unterseeboote ein, um durch feindliche Flugzeuge verursachte Verluste wie während der Schlacht in der Bismarcksee zu vermeiden. Um den Nachschub anzulanden, verfügten die U-Boote über kleinere Lastkähne. Ihre Transportkapazität war sehr begrenzt und während des Umladevorgangs bestand eine hohe Gefahr, durch feindliche PT-Schnellboote angegriffen zu werden. An Land führten die Versorgungslinien auf Trampelpfaden ins Inland. Die wichtigsten führten zu den Truppenansammlungen um den Sattelberg und Finschhafen. Luftunterstützung leistete die 4. Luftarmee, der die 7. Luftflotte und die 14. Luftbrigade unterstanden. Ferner kontrollierte sie Teile der 6. Luftflotte. Von Wewak aus führten die japanischen Luftformationen vor allem Schläge gegen den alliierten Schiffsverkehr um deren Brückenköpfe durch und schützten die eigenen Schiffe. Als sekundäre Aufgabe sollten sie Nahkampfunterstützung fliegen. Einheiten der Marineluftstreitkräfte flogen von Rabaul aus ebenfalls Antischiffseinsätze. Die japanischen Luftstreitkräfte wurden im August 1943 schwer durch Bombenangriffe auf ihre um Wewak gelegenen Flugfelder getroffen, was sich auf ihre Einsatzfähigkeit während der gesamten Schlacht nieder schlug.
Den Bodentruppen fehlte es neben Transportmöglichkeiten an Pionieren und logistischer Unterstützung. Ihre dezentralisierte Kommandostruktur und die unklar verteilten Kompetenzen zwischen Heeres- und Marineführung erschwerten die Lage ebenso wie die schlechte Infrastruktur. Auf australischer Seite kämpften im Gegensatz dazu Truppen, die sich bereits aus früheren Operationen kannten und über kurze, gut organisierte Nachschubwege verfügten.

## Vorbereitungen

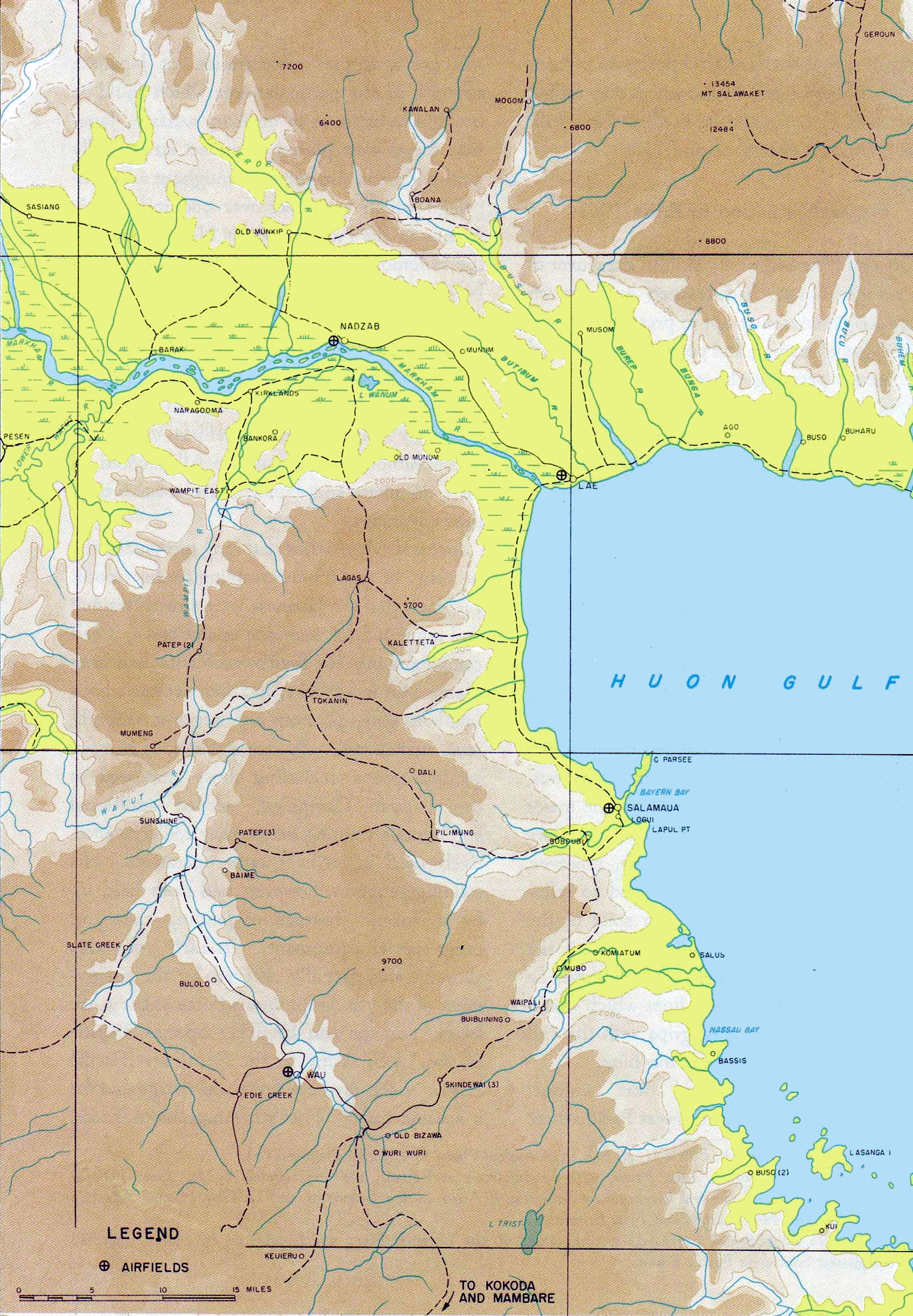
Das Gebiet um Salamaua-Lae

Im Anschluss an die Direktive MacArthurs, die Flugfelder bei Finschhafen und Lae zu sichern ordnete der Oberbefehlshaber der alliierten Streitkräfte im Bereich Südwestpazifik, General Thomas Blamey, die Eroberung der Huon-Halbinsel an. Die 9th Division unter Major General George Wootten sollte diesen Befehl ausführen. Das erste Ziel bestand in der Sicherung Laes. Die alliierten Stäbe entwickelten hierfür einen Plan, laut dem die 9th Division östlich Laes anlanden sollte während die 7th Division bei Nadzab im Markham Valley eine Luftlandung durchführen sollte. Der Ort war am 5. September in einer Luftlandeoperation von amerikanischen und australischen Truppen erobert worden. Die 7th Division würde gemäß Plan ab dort von Süden her auf Lae vorrücken um die 9th Division bei der Eroberung des Ortes zu unterstützen. Zur selben Zeit sollte die australische 3rd Division gemeinsam mit dem amerikanischen 162. Infanterieregiment einen Ablenkungsangriff auf Salamaua führen.
Nach Manövern in Queensland und der Milne-Bucht schiffte die 9th Division auf Schiffen der amerikanischen VII Amphibious Force ein, die unter dem Befehl von Konteradmiral Daniel E. Barbey stand. Die bevorstehende Operation galt zu ihrer Zeit als „größte amphibische Operation [...] durch alliierte Kräfte im Südwestpazifik“. Die 20. Brigade unter Brigadier Victor Windeyer stellte die Speerspitze des Angriffs dar und landete an einem Strand 26 Kilometer östlich Laes. Zur Vorbereitung beschossen am frühen 4. September fünf Zerstörer den Strand für sechs Minuten. Die Brigade landete ohne Gegenwehr in drei Wellen jeweils in Bataillonsstärke an und begann nach der Anlandung von ersten Verstärkungen einen zügigen Vormarsch ins Hinterland. Etwa 35 Minuten nach der ersten Landung griff ein kleiner Verband japanischer Flugzeuge die weitere Truppen ausschiffenden Landungsfahrzeuge an, wobei zwei von ihnen schwer beschädigt wurden und es zu ersten Verlusten kam.
Am Nachmittag kam es zu weiteren japanischen Luftangriffen. Ein von Neubritannien gestarteter Verband von etwa 70 Fliegern konnte über Finschhafen abgewehrt werden. Andere griffen erfolgreich die alliierten Seetransporte an. Bei Morobe beschossen sie bereits entladene Transporter und bei Kap Ward Hunt einen Truppenkonvoi auf dem unter anderem die 26. australische Brigade eingeschifft war. Dabei starben an Bord der Landungsschiffe LST-471 und LST-473 51 Männer, weitere 67 erlitten Verwundungen. Diese Angriffe konnten das anlanden weiteren Nachschubs nicht effektiv unterbrechen und am folgenden Tag ging die 24. australische Brigade an Land. Im Anschluss hieran begann die 20. Brigade den schwierigen Vormarsch durch den Dschungel, wobei sie die dichte Vegetation, Sümpfe und verschiedene Wasserläufe stark behinderten. Schwere Regenfälle verlangsamten das Vorankommen ebenfalls. In der Nacht vom 5. auf den 6. September kam es zu erstem Feindkontakt, als japanische Truppen das zuvorderst marschierende Bataillon angriffen. Sie waren dabei nicht in der Lage, den Vormarsch effektiv zu stoppen. Zu diesem Zeitpunkt begann die 26. Brigade ihre Landestelle ebenfalls zu verlassen um aus nordöstlicher Richtung, vom Inland aus, gegen Lae loszuschlagen. Die 24. Brigade rückte entlang der Küste vor.

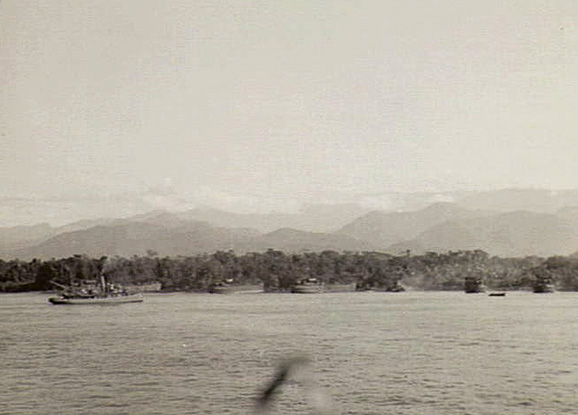
Truppen der australischen 9th Division landen bei Lae, 4. September 1943.

Zu diesem Zeitpunkt verzögerte ein Mangel an Nachschubgütern den Vormarsch der 9th Division zusätzlich. So erreichte sie den Fluss Busu nicht vor dem 9. September. Der durch starke Regenfälle angeschwollene Strom riss viele Männer der Vorausabteilung mit sich, als sie ihn durchwateten. Dreizehn von ihnen ertranken dabei. Da weitere starke Regenfälle das Überqueren des Flusses durch die anderen Truppenteile unmöglich machte, errichtete das bereits übergesetzte 2/28. Bataillon einen Brückenkopf. Das isolierte Lager war in den folgenden Tagen wiederholten japanischen Angriffen ausgesetzt, bevor am 14. September die restliche Brigade zu ihnen stoßen konnte. Die 24. Brigade stieß bei ihrem Vormarsch an der Küste auf eine starke japanische Verteidigungslinie am Fluss Butibum, dem letzten nennenswerten Wasserlauf vor Lae. Die konnte die japanischen Stellungen erst am 16. September durchbrechen, als Lae bereits von der 7th Division besetzt worden war.
Bei den Kämpfen um Lae starben über 2.200 Japaner, während die Australier vergleichsweise geringe Verluste zu beklagen hatten. Die 9th Division verlor 150 Mann, davon 77 Tote. Der Historiker Mark Johnston hält die japanische Verteidigungsleistungen in der Schlacht trotz der hohen Verluste für anerkennenswert, da sie den alliierten Vormarsch verlangsamten und es dem Großteil der eigenen Truppen ermöglichte, in den Norden der Huon-Halbinsel auszuweichen und dort neue Verteidigungsstellungen zu beziehen.

## Kämpfe

### Finschhafen
Lae war schneller gefallen, als die alliierten Planer kalkuliert hatten. Die erste Phase der nächsten Operation bestand aus amphibischen Landungen alliierter Truppen nördlich der Siki-Bucht, nahe der Einmündung des gleichnamigen Flusses und südlich des Flusses Song. Der Landungsstrand erhielt den Codenamen Scarlet. Östlich von Lae auf der Halbinsel befand sich Finschhafen, das von den alliierten Stäben als strategisch noch wichtiger als Lae bewertet wurde. Diese Einschätzung basierte auf dem Potential, von dort aus Operationen von der Vitiaz-Straße bis nach Neubritannien unterstützen zu können. Falsche Aufklärungsberichte schätzten die Stärke der dortigen japanischen Truppen weit schwächer ein, als sie tatsächlich war, weshalb lediglich die 20. Brigade mit dem Angriff auf die Stadt beauftragt wurde. Die 7th Division würde in der Zwischenzeit von Lae aus nach Nordwesten vorrücken und durch die Markham- und Ramu-Täler in das Finisterre-Gebirge marschieren.
Nach kurzer Vorbereitungszeit landete die 20. Brigade unter Feindfeuer am 22. September. Es war die erste amphibische Landung australischer Truppen mit Gegenwehr seit der Landung bei Gallipoli im Ersten Weltkrieg. Navigationsfehler ließen die Australier an falschen Stränden anlanden, wobei sie vor allem in der Siki-Bucht unter starkes Feuer verschanzter japanischer Einheiten gerieten. Nach der ersten Verwirrung gelang es den Einheitenführern, sich und ihre Truppen neu zu koordinieren und über die Strände hinaus vorzustoßen. Von erhöhten Positionen um Katika gelang es den Japanern, hartnäckigen Widerstand zu leisten, bevor sie sich vor den überlegenen Australiern zurückziehen mussten. Bis zum Ende des Tages konnte die 20. Brigade bei Verlusten von 94 Mann einen „mehrere Kilometer“ weiten Brückenkopf sichern. Spät am Tag erhielten etwa 30 japanische Bomber und bis zu 40 Begleitjäger der von Wewak aus operierenden 4. Luftarmee den Auftrag, alliierten Schiffsverkehr um Finschhafen anzugreifen. Vorgewarnt durch den in der Vitiaz-Straße operierenden Zerstörer Reid konnten fünf amerikanische Jägerstaffeln alarmstarten und den Verband der japanischen Heeresluftstreitkräfte in eine Luftschlacht verwickeln, in der 39 japanische Flugzeuge abgeschossen wurden.

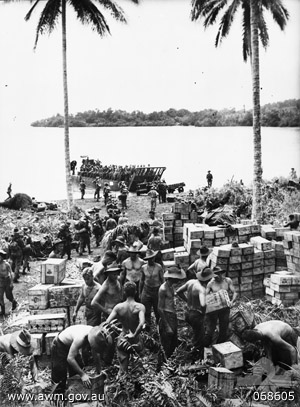
Anlandung alliierten Nachschubs bei Finschhafen, 30. Oktober 1943

Am Folgetag begannen die Australier auf das etwa 9 Kilometer südlich liegende Finschhafen vorzurücken. Starke japanische Verteidigungsstellungen am Südufer des Flusses Bumi veranlassten die Australier dazu, einen Umgehungsversuch im Westen zu starten. Während sie an einer geeignet erscheinenden Stelle den Wasserlauf durchschritten, gerieten sie unter Feuer von erhöht postierter Marineinfanterie. Während ein Bataillon nach der gewaltsamen Überquerung des Flusses auf Finschhafen zumarschierte, griff ein anderes die japanischen Marineinfanteristen an ihrer linken Flanke an. Beim Erreichen von deren Stellung kam es zum Nahkampf, in dem die Australier 52 Japaner mittels Bajonetten erstachen.
Durch den fortgesetzten Vormarsch und die dadurch erfolgten Geländegewinne dünnten sich die australischen Linien zunehmend aus. Um einen Angriff auf die Westflanke zu verhindern erhielt das 2/17. Infanteriebataillon den Befehl, sich um den Sattelberg zu positionieren und alle japanischen Angriffe abzuwehren. Bei Jivevaneng stoppte das japanische 80. Regiment die Australier und versuchte in Folge mehrfach durch deren Linien zur Küste durchzubrechen.
Die Furcht vor japanischen Gegenangriffen führte dazu, dass die Truppenführer beim Oberkommando Verstärkungen anforderten. Dieses lehnte weitere Truppenentsendungen ab, da sein Nachrichtendienst die Stärke der in der Gegend stationierten japanischen Einheiten auf nicht mehr als 350 schätzte. Tatsächlich befanden sich um den Sattelberg und Finschhafen etwa 5.000 japanische Truppen, die bis Anfang Oktober auf 12.000 verstärkt wurden und sich auf eine geplante Gegenoffensive vorzubereiten begannen. Die einzige Verstärkung der Australier bestand im 2/43. Infanteriebataillon, dessen Ankunft das bei Jivevaneng fest steckende 2/17. Bataillon für den Angriff auf Finschhafen freisetzte.
Nach dem australischen Durchbruch über den Ilebbe-Bach am 1. Oktober begannen die japanischen Marineinfanteristen sich aus Finschhafen zurückzuziehen. Am 2. Oktober fiel der Ort an die Alliierten, welche die Japaner durch schwere Luftangriffe und Artillerieangriffe über den Kakakog-Höhenzug zurückdrängten. Nach der Sicherung Finschhafens nahm die 20. Brigade Kontakt mit dem 22. Bataillon auf, dass die Küstengebiete am südlichen Rand der Halbinsel gesäubert hatte und von Lae über die Berge vorrückte. Die vorher um den Ort stationierten Japaner zogen auf den Sattelberg hin zurück. Ab dem 4. Oktober starteten alliierte Luftoperationen vom bei Finschhafen liegenden Flugfeld aus. Am folgenden Tag erhielt das 2/17. Bataillon den Befehl, nach Kumawa zu marschieren und die sich zurückziehenden japanischen Truppen zu verfolgen. Hierbei kam es nur zu kleineren Zusammenstößen, bevor das Bataillon am 7. Oktober erneut Jivevaneng erreichte.

### Japanischer Gegenangriff
Während die australischen Truppen noch auf Finschhafen marschierten, begann bei den japanischen Stäben die Planung eines Gegenangriffs. Der Hauptkörper der 20. Division unter Generalleutnant Katagiri Shigeru begann von Madang zum Sattelberg hin zu verlegen, wo sich eine japanische Truppenkonzentration bildete. Die meisten Einheiten kamen am 11. Oktober dort an. Durch erbeutete und entschlüsselte Dokumente waren die Australier über die japanischen Planungen im Bilde, weshalb sie die 24. Infanteriebrigade zur Verstärkung der 20. heranführten. Der japanische Gegenangriff begann am 16. Oktober als die erste Angriffswelle bei Jivevaneng auf die 24. Infanteriebrigade traf. Der stoßweise geführte Angriff konnte abgewehrt werden. Am Folgetag griffen japanische Flugzeuge die alliierten Kräfte am Scarlet Beach an. Es schloss sich ein unmittelbarer Versuch der Japaner einer amphibischen Landung an. Schweres Abwehrfeuer versenkte alle Landungsboote, noch bevor sie den Strand erreichten. Einige Japaner schafften es bis auf den Strand, wurden aber bis zum folgenden Tag sämtlichst von australischen Truppen getötet oder schwer verwundet. Der in diesen Kämpfen gefallene amerikanische Soldat Junior Van Noy erhielt für seinen Einsatz posthum die Medal of Honor.

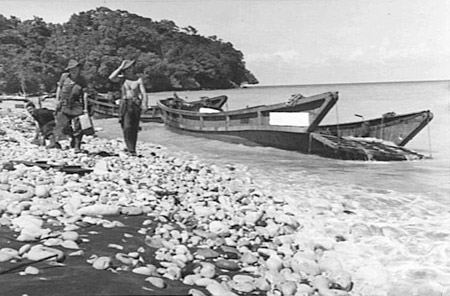
Wracks japanischer Landungsboote am Scarlet Beach bei Finschhafen, 3. November 1943

In der vorangegangenen Nacht hatte der japanische Gegenangriff die vorgeschobenen und nur dünn besetzten Linien der Australier durchbrechen können. Sie drangen an der Schnittstelle zwischen dem 2/28. Infanteriebataillon und dem 2/3. Pionierbataillon durch und stießen auf die Küste vor. Ziel waren die Hügel 2,7 Kilometer westlich von Scarlet Beach sowie die australischen Truppen bei Katika, deren Formation zerschlagen werden sollte.
Als Reaktion auf den japanischen Durchbruch verlegte die 24. Brigade von Katika zum Höhenzug nördlich von Scarlet Beach, um die Verteidigungsstellungen um den Brückenkopf zu stärken, während die 20. Brigade sich am Siki Creek positionierte, um den Weg nach Finschhafen zu blockieren. In den folgenden Kämpfen versteifte sich die australische Verteidigung und musste mit ihrer Artillerie teilweise bis runter auf 200 Metern Entfernung auf Sicht den Feind bekämpfen. Unter dem Eindruck des starken Widerstands verlegten die Japaner ihre Angriffsbemühungen hauptsächlich auf den Siki Creek, an dessen Lauf voranstoßend sie am 18. Oktober die Siki Bucht erreichten. Hierdurch trieben sie einen Keil zwischen der 20. Brigade im Süden und der 24. im Norden. Die zurückweichenden Australier ließen beträchtliche Nachschubvorräte zurück, die den Japanern half, ihre eigene angespannte Nachschubsituation auszugleichen.
In der Nacht vom 18. auf den 19. Oktober gelang es den Japanern, auch die Nachschubroute nach Jivevaneng zu unterbrechen und die Straße von dort zum Sattelberg zu blockieren. Das 2/17. Bataillon und andere australische Einheiten waren so hinter den feindlichen Linien eingeschlossen. Die 4. Staffel der RAAF begann daraufhin, Munitionskisten über den eingeschlossenen Truppen abzuwerfen, damit diese sich weiter verteidigen konnten.
Unmittelbar nach dem Einschluss von Jivevaneng begann der japanische Gegenangriff an Schwung zu verlieren. Die trotz der Erfolge erlittenen starken Verluste verhinderten, dass die japanischen Truppen ihre erlangten Vorteile voll ausnutzten. Bereits am 19. Oktober begannen die australischen Stäbe daher, Pläne auszuarbeiten, um den Feind erneut zurückzuschlagen. Bereits am selben Tag konnte das 2/28. Bataillon nach schwerer Artillerievorbereitung Katika zurückerobern. Am Folgetag landete in der Langemark Bucht die 26. Brigade mitsamt einigen Panzern vom Typ Matilda an, wodurch die 9th Division sich nun in Gänze im Feld befand. Am 21. Oktober zogen die Japaner sich von der Siki Bucht zurück, versuchten aber vier weitere Tage lang, die Australier erneut aus Katika zu vertreiben. Als das Scheitern der Gegenoffensive offensichtlich wurde, befahl Generalleutnant Katagiri am 25. Oktober, sich auf den Sattelberg hin zurückzuziehen. Bei den Kämpfen hatten die Japaner etwa 1.500 Verluste, darunter 679 Tote zu beklagen, die Australier verzeichneten 49 Tote und 179 Verletzte.

### Sattelberg

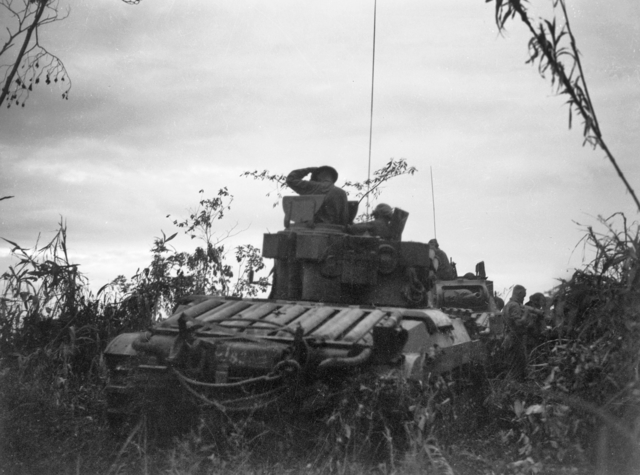
Matilda-Panzer des 3. australischen Panzerbataillons bei Sattelberg, 17. November 1943

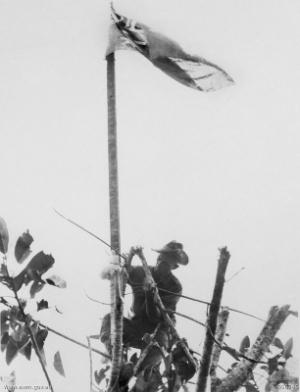
Der australische Sergeant Thomas Derrick hisst die australische Flagge über der Missionsstation in Sattelberg, 25. November 1943.

Der Sattelberg, an dem sich eine alte deutsche Missionsstation befand, liegt etwa acht Kilometer von der Küste entfernt und stellte mit seiner Höhe von 960 m eine lokal strategisch wichtige Position für beide Kriegsparteien dar. Sie bot den ihn besetzenden Japanern eine gute Sicht über die umliegenden Gebiete und bedrohte nach Ansicht der australischen Befehlshaber massiv die eigenen Kommunikationslinien. Aufgrund dieser Einschätzung befahl Generalmajor Wootten die Einnahme des Berges. Die Stoßrichtung sollte entlang der von Jivevaneng zum Berg führenden Straße erfolgen. Trotz des generellen Abbruchs ihrer Gegenoffensive am 25. Oktober bedrohten japanische Kräfte weiterhin den Ort und es kam zu vereinzelten Angriffen. Zur Unterstützung des dort eingesetzten 2/17. Bataillons führten die Australier das 2/13. Bataillon heran. So verstärkt begannen die beiden Einheiten, in der Umgebung Jivevanengs offensiv gegen den Feind vorzugehen was in der Nacht vom 2. auf den 3. November zum Rückzug der letzten japanischen Kräfte führte. Am 6. November gelang es, die von den Japanern während ihrer Offensive blockierte Straße zum Berg östlich Jivevanengs wieder zu öffnen.
Mit der Sicherung von Jivevaneng begannen die Australier sich dem Sattelberg zuzuwenden. Ihn erobern sollte die 26. Brigade unterstützt von neun Matilda-Panzern des 1. Panzerbataillons. Zur Vorbereitung löste die 4. Brigade, eine Einheit der Heeresreserve die der 5th Division unterstand, die 26. Brigade von ihrer Besatzungsaufgabe in Finschhafen ab. Während die Panzer nach Jivevaneng vorrückten, feuerte die australische Artillerie Sperrfeuer um die Motorengeräusche zu überdecken und die Anwesenheit der Panzerfahrzeuge so vor den Japanern geheim zu halten. Am 16. November konnte das 2/48. Bataillon, unterstützt von Artillerie und Maschinengewehrfeuer den Höhenrücken Green Ridge erobern, von dem aus der geplante Aufmarschpfad einsehbar war. Dieser Aufmarsch begann am folgenden Tag.
Der Vormarsch ging aufgrund des unwegsamen Geländes bedeutend langsamer voran, als die australischen Stäbe dies geplant hatten. Die gängige australische Manövertaktik machte ein geplantes vorankommen im Dschungel beinahe unmöglich, weshalb der Brigadekommandeur Whitehead auf Infiltrationstaktiken umschwenkte. Er teilte seine Truppen in kleine Einheiten, nicht stärker als Kompanien, die sich durch den Dschungel kämpften und den Weg für einzeln oder zu zweit fahrende Panzer auskundschafteten. Den Panzern folgten Pioniereinheiten, die die so entstandenen Schneisen befestigten und mögliche Fallen und Minen aus dem Weg räumten. Im Ganzen gesehen bildeten sich so drei Marschsäulen heraus, einer zentralen und zwei Sicherungssäulen nördlich und südlich der Hauptroute. Nach dem ersten Tag hatte keine der Einheiten ihr Tagesziel erreicht. Im Zentrum hatte starker japanischer Widerstand vor einem Höhenrücken einen Panzer ausschalten und zwei weitere beschädigen können. Die Flanken erlitten durch einzelne Widerstandsnester ebenfalls empfindliche Verluste. Der Höhenrücken konnte erst am Folgetag genommen werden.
Bis zum 20. November konnte der Steeple Tree Hill von der zentralen Marschsäule gesichert werden. Die Südsäule ging vom besetzten Kumawa weiter vor während der Nordflügel auf die Landmarke 2200 vorging. Ursprünglich sollten diese Punkte als Haltepunkt dienen um die Flanken zu sichern, der langsame Vormarsch führte aber dazu, dass Whitehead seine Taktik änderte und nun einen Zangenangriff plante, bei dem der Sattelberg auch von Norden her angegriffen werden sollte.
In der Zwischenzeit hatten die Australier im Nordosten, näher an der Küste, eine Reihe von Aufklärungsposten eingerichtet, von wo aus sie die japanischen Nachschubwege beobachten konnten. Durch regelmäßige Überfälle auf diese Routen gerieten die Truppen am Sattelberg bald in eine schwierige Versorgungslage. Da sie allerdings ebenfalls Versorgungsprobleme hatten, unterbrachen die Australier ihren Vormarsch am 21. November für einen Tag um sich neu aufzurüsten. Anschließend führte die Hauptsäule ein Ausweichmanöver an der Stelle durch, an der die Straße nach Norden abbog. Sie wandte sich nach Nordosten während die Südflanke den Pfad verließ dem sie bisher gefolgt war und sich in nordwestlicher Richtung auf die Landmarke 3200 zubewegte. Dieses lag im Westen des Sattelbergs. Der Nordflügel blieb aufgrund unwegsamen Terrains und schweren japanischen Widerstands an der Landmarke 2200 gebunden und konnte nicht wie geplant auf den Berg vorgehen. Parallel hierzu rückten japanische Truppen in einem erneuten Versuch, den Ort zu erobern, auf Finschhafen zu. Durch den Vormarsch erhofften die japanischen Befehlshaber, auch ihre Nachschubwege wieder sichern zu können. Der Angriff lief sich an der tief gestaffelten australischen Verteidigung bei Pabu fest und wurde schließlich abgebrochen ohne erheblichen Einfluss auf die am Sattelberg stehenden Verbände zu haben.
Zwischen dem 19. und 23. November hatten schwere Luftangriffe auf die Verteidigungsstellungen am Sattelberg stattgefunden. Ebenfalls am 23. November griffen 44 japanische Flieger Jivevaneng an. Der Angriff hatte keinen Einfluss auf die australische Position um den Berg, die am folgenden Tag wieder vorrückten. Den Tag über scheiterten die Angriffe immer wieder an schwerem Abwehrfeuer, bis es einem Zug gelang, fast bis zur Bergspitze vorzudringen und dabei zehn japanische Positionen mit Handgranaten auszuräumen. In der folgenden Nacht räumten die Japaner den Berg, da ihre Verteidigungslinien nicht mehr geschlossen waren, wodurch die Australier ihn am folgenden Tag als gesichert meldeten. Der Führer des Zuges dem der Durchbruch gelungen war, Thomas Derrick, erhielt für seine Leistungen in der Schlacht später das Viktoria-Kreuz.

### Pabu
Obwohl das Hauptziel der australischen Truppen nach der Landung am Scarlet Beach der Ort Finschhafen war, richtete sich einige Aufmerksamkeit auch auf den Bereich nördlich des Kampfgebietes. Bereits unmittelbar nach der Landung erkundeten Truppen des Papuan Infantry Battalion die Lage bis zu den Orten Bonga und Gusika. Anfang Oktober führte das 2/43. Bataillon ebenfalls einige Patrouillen in dem Gebiet durch. Die Patrouillen sowie mehrere Aufklärungsflüge zeigten, dass die Japaner das Gebiet nutzten, um über dort gelegene Pfade ihre Truppen weiter westlich auf der Halbinsel zu versorgen. Als Reaktion hierauf errichteten die Australier mehrere Aufklärungsposten in der Gegend und realisierten hierdurch rasch, dass ein Pabu genannter Hügel, der Teil eines größeren, Horace the Horse genannten Massivs war, den Schlüsselpunkt der Region darstellte. Er lag in unmittelbarer Nähe der japanischen Hauptnachschubroute und noch so nahe an den vorgeschobenen australischen Posten bei North Hill, dass er von dort durch indirektes Artilleriefeuer gedeckt werden konnte. Dies ermöglichte die Verteidigung des Hügels nur eine relativ kleine Einheit. Mitte Oktober, auf dem Höhepunkt des japanischen Gegenangriffs, befahl der Brigadier Bernard Evans, Pabu zu räumen um so die eigenen Linien zu verkürzen und Kräfte für die Verteidigung von Scarlet Beach frei machen zu können.
Nach dem Abbruch des japanischen Angriffs versuchten die Australier erneut die Initiative zu gewinnen. Evans wurde durch den Brigadier Selwyn Porter abgelöst und Generalmajor Wootten beschloss, einen festen Posten hinter den feindlichen Linien zu errichten. Hierzu sollte die vormalige Position auf Pabu erneut besetzt werden. Am 19. und 20. November besetzten schließlich drei Kompanien des 2/32. Infanteriebataillons erneut den Hügel und begannen unmittelbar darauf mit großem Erfolg, die japanischen Nachschubverbände in der Umgebung anzugreifen.
Zwischenzeitlich hatte der Befehlshaber der 18. Armee, Generalleutnant Adachi Hatazō, Katagiri einen neuen Gegenangriff für den 23./24. November befehlen. Die Wiederbesetzung von Pabu zwang ihn dazu, den Angriffstermin vorzuverlegen und Kräfte von den Stoßrichtungen Finschhafen und Sattelberg abzuziehen.
In einem Versuch, die Australier von Pabu und dem Gebiet nördlich des Flusses Song zu vertreiben, rückten zwei Bataillone der Infanterieregimenter 79 und 238 über den von Bonga kommenden Küstenweg in Richtung Süden vor. Ab dem 22. November griffen sie die Positionen um den North Hill an. Dies schnitt die nur zwei Kompanien starke Truppe auf Pabu ab, die sich in den folgenden drei Tagen fortgesetzter Angriffe erwehren musste. Zwei weitere Kompanien, unterstützt von vier Matilda-Panzern und Artilleriefeuer wurden am 26. November in Marsch gesetzt, um Pabu zu entsetzen. Sie konnten die Eingeschlossenen noch am selben Tag erreichen und die Japaner darüber hinaus noch vom südlichen Pino Hill vertreiben.
Am folgenden Tag stellten die Japaner ihre Angriffe auf die rechte australische Flanke ein was diese umgehend dazu nutzten, Truppen an ihre weiterhin bedrohte östliche Flanke zu verlegen. Am 29. November löste das 2/43. Bataillon das 2/32. auf Pabu ab, wobei sie unter starkes japanisches Artilleriefeuer gerieten und 25 Verluste erlitten. Die Stellungen auf Pabu zogen starke Kräfte vom Sattelberg ab, auf den die Australier parallel vorrückten und der japanische Befehlshaber Adachi äußerte später, dass die australische Besetzung von Pabu einer der Hauptgründe für die Niederlage seiner Truppen auf der Huon-Halbinsel gewesen sei. Die Verluste in der Schlacht lagen bei 195 toten Japanern sowie 25 toten und 51 verwundeten Australiern.

### Wareo-Gusika

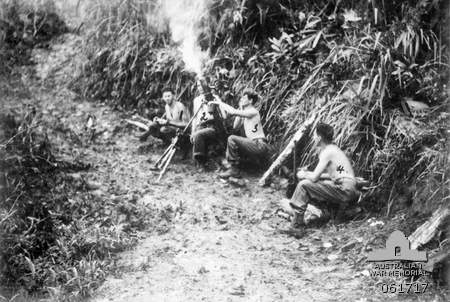
Soldaten des australischen 23. Infanteriebataillons nehmen den Weg zwischen Wareo und Bonga unter Mörserfeuer, 10. Dezember 1943.

Im Angesicht des zweiten fehlgeschlagenen Gegenangriffs und dem Verlust des Sattelbergs beschloss Katagiri, sich nach Norden zurückzuziehen und bei Wareo eine neue Verteidigungslinie zu errichten, an der er die nachrückenden Australier erwarten wollte. Die Verluste und mangelhafter Nachschub führten dazu, dass Katagiri zu wenige Männer zur Verfügung standen. Generalmajor Wootten wollte die gerade zurückerlangte Initiative in der Schlacht nicht aus der Hand geben und beschloss, dem zurückweichenden Feind zügig zu folgen um möglichst schnell die gesamte Huon-Halbinsel zu sichern. Als erste Phase zur Sicherung der Halbinsel plante Wootten, im Norden eine Linie entlang eines Höhenrückens zwischen Gusika an der Küste und Wareo, sieben Kilometer weit im Inland, zu sichern. Dabei sollten zwei Kolonnen unabhängig voneinander nach Norden marschieren. Die 26. Brigade sollte vom Sattelberg aus Wareo nehmen und die 24. an der Küste entlang vorgehen und Gusika sowie zwei größere Seen, etwa drei Kilometer von der Küste entfernt, sichern. Als dritte Kolonne sollte eine kleinere Einheit, bestehend aus Truppen der 20. Brigade, im Zentrum vorgehen und Nongora sowie die Christmas Hills besetzen.
Gusika konnte, unterstützt durch Panzer, am 29. November erobert werden. Später überquerten diese Truppen den Fluss Kalueng und stießen zur weiter nördlich an der Küste gelegenen Lagune vor. Von Pabu aus war das 2/48. Bataillon aufgebrochen, um die beiden Seen zu sichern. Bei Horace's Ears stießen sie auf japanische Truppen, die sie eine Zeit lang aufhielten. Dort angekommen übernahm es die Koordination des zentralen Vormarsches, um den nicht daran beteiligten Teil der 20. Brigade zu entlasten, welcher für die nächste Phase der Schlacht auffrischen sollte.
Dort ging das 2/15. Infanteriebataillon von Katika aus am 30. November auf Nongora vor. Bei der Überquerung des Flusses Song geriet das Bataillon unter schweres Maschinengewehrfeuer. Es konnte erst vorrücken, nachdem alle Kompanien den Fluss überquert und die japanische Position eingeschlossen und ausgeschaltet hatten. Am folgenden Morgen griffen sie das erhöht gelegene Nongora an, wobei sie scheiterten. Sie konnten Nongora und den Höhenrücken erst am 2. Dezember besetzen, nachdem die Japaner in der Nacht zuvor ihre Stellungen geräumt hatten. Nachdem das Bataillon seine Position gesichert hatte, schickte es Patrouillen den Höhenrücken entlang, um eventuell verbliebene Feindstellungen auszuräumen und Kontakt zur 24. Brigade aufzunehmen.
Der Kontakt gelang am 3. Dezember, und Truppen der Brigade begannen die Christmas Hills systematisch nach Japanern zu durchkämmen. Am 7. Dezember räumten diese die Hügelkette endgültig, nachdem sie unter schweres Artillerie und Mörserfeuer geraten waren und von australischen Flankenmanövern eingeschlossen zu werden drohten.
Der Vormarsch auf Wareo begann am 28. November. Der in Luftlinie nur 5,5 Kilometer vom Sattelberg entfernte Ort konnte nur über eine Reihe von Pfaden erreicht werden, welche die Strecke etwa vervierfachten. Neben der dichten Vegetation behinderte zusätzlich starker Regen den Vormarsch, der den Boden dermaßen aufweichte, dass sämtliche motorisierten Fahrzeuge stecken blieben. Da für den Marsch keine einheimischen Träger zur Verfügung standen, mussten die australischen Soldaten ihre Versorgungsgüter selber tragen. Solche Belastungen nicht gewohnt, musste das 2/24. Infanteriebataillon komplett dafür abgestellt werden, Nachschub für das 2/23. Bataillon zu transportieren.
Am 30. November erreichte das Bataillon den Song, über den sie unter Feindfeuer übersetzen mussten. Sie konnten schließlich den verlassenen Ort Kuanko besetzen. Nördlich des Dorfes befanden sich starke japanische Verbände, die einen Gegenangriff starteten, der die Australier zurückdrängte. Lediglich schweres Artilleriesperrfeuer konnte den Angriff aufhalten. In Angesicht des Gegenangriffs wurde das 2/24. Bataillon von seiner Transportaufgabe entbunden und nach Westen geschickt, um die japanischen Positionen dort zu umgehen. Es konnte den Weg Kuanko-Wareo abschneiden und am frühen 7. Dezember nach dem japanischen Rückzug sowohl Kwatingkoo als auch den Peak Hill besetzen. Von dort weiter vorgehend, erreichte es am frühen nächsten Tag Wareo.
Die meisten japanischen Einheiten begannen sich weiter nordwärts auf Sio zurückzuziehen. Vereinzelt zurückgebliebene Widerstandsnester bedrohten die australischen Truppen fortwährend und deckten den Rückzug der Hauptstreitmacht. Die härtesten Kämpfe fanden am 11. Dezember statt, als australische Truppen die immer noch besetzte Landmarke 2200 angriffen und dort 27 japanische Soldaten töteten.

### Sio

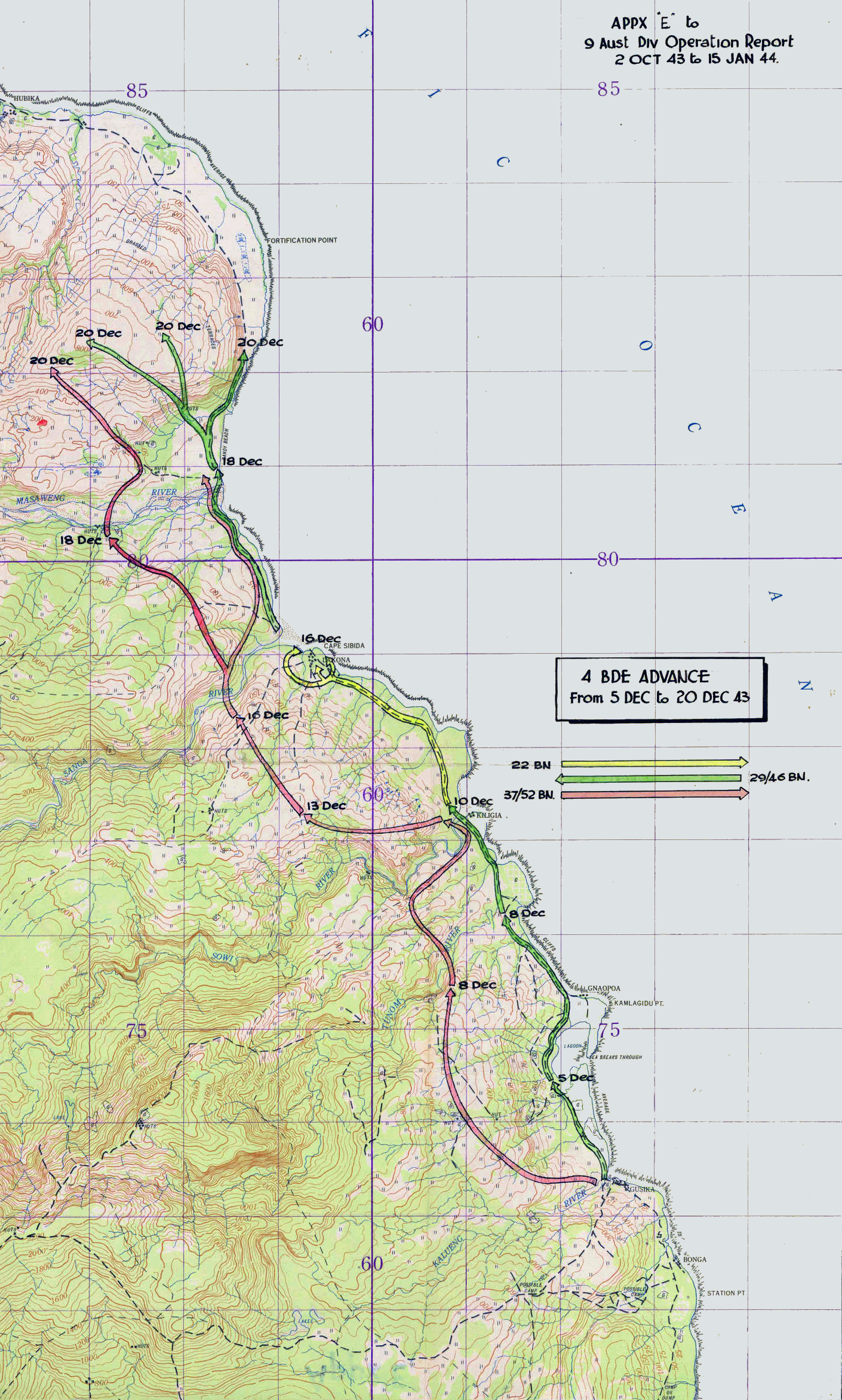
Der Vormarsch der 4. australischen Brigade auf Fortification Point, 5.–20. Dezember 1943

In der nächsten Phase der Schlacht gingen die Australier entlang der Küste auf Sio, etwa 80 Kilometer von Finschhafen entfernt, vor. Verantwortlich hierfür war zunächst die 4. Brigade unter Brigadier Cedric Edgar. Sie wurde von Finschhafen an die Front verlegt, wo sie Garnisonsdienst verrichtet hatte und am 5. Dezember begann das 22. Infanteriebataillon an der Spitze den Vormarsch, indem es den Fluss Kalueng überquerte. Die Unerfahrenheit der aus der Heeresreserve aufgestellten Einheiten führte zu einem vorsichtigeren und langsameren Vorgehen, als dies eine reguläre Einheit wahrscheinlich getan hätte. Unterstützung erhielten sie von amerikanischen Landungsbooten, die mit Raketenwerfern ausgerüstet waren sowie vom inzwischen ausgebauten Finschhafener Flugfeld. Ein zusätzlich dort aufgebauter Marinestützpunkt ermöglichte darüber hinaus den Einsatz von Consolidated-PBY-Flugbooten und PT-Schnellbooten.
Die Australier trafen auf hartnäckigen Widerstand, da die Japaner Zeit zu gewinnen versuchten, um dem Hauptkörper der Truppen den geordneten Rückzug aus Wareo zu ermöglichen. Das 22. Bataillon musste um weitere Einheiten verstärkt werden, bevor der Durchbruch gelang. Das 3/51. Bataillon rückte anschließend weiter im Inland parallel zu den Truppen an der Küste vor um deren Flanke zu schützen. Am 14. Dezember erreichte das 22. Bataillon Lakona, das sie aufgrund starker japanischer Verbände aber zuerst umgingen und anschließend mit Panzerunterstützung ausräumten. Anschließend übernahm das 29./46. Bataillon die Spitze des Vormarschs auf Fortification Point, wo es am 20. Dezember ankam und den Fluss Masaweng überquerte, um erhöhte Positionen nördlich zu besetzen.
Die 4. Brigade erlitt in den Kämpfen 65 Tote und 136 Verwundete, zu denen eine zunehmende Zahl an erkrankten kam, weshalb sie durch die 20. Brigade abgelöst wurde. Die 26. Brigade übernahm den Flankenschutz im Inland. Von hier an beschleunigte sich der australische Vormarsch, da sowohl Moral als auch Organisation der Japaner immer stärker erodierten. Nach kleineren Scharmützeln konnte am 22. Dezember der Ort Hubika ohne Gegenwehr besetzt werden, zwei Tage später gefolgt von Wandokai. Bei Blucher Point, der am 28. Dezember erreicht wurde, kam das vorausgehende 2/13. Bataillon erstmals wieder in Kontakt mit den zurückweichenden japanischen Truppen, wobei es zu heftigen Kämpfen kam. Am selben Tag landeten amerikanische Truppen bei Saidor.
Die Landung führte bei den Japanern zu dem Entschluss, die Gegend um Sio zu räumen. Über die nächsten zwei Wochen trafen die Australier bei ihrem Vormarsch nur vereinzelt auf Widerstand, da die Japaner sich zügig nach Westen auf Madang zurückzogen, um nicht durch die Amerikaner eingeschlossen zu werden. Zu den letzten Kämpfen der Schlacht um die Huon-Halbinsel kam es am 15. Januar 1944 bei Nambariwa, und am selben Tag konnte Sio besetzt werden.

## Folgen
Die während der Schlacht durchgeführten Operationen der 9th Division waren die bisher größten australischer Truppen im Krieg. Auf Basis der im Vergleich höheren Industriekapazität und fortschrittlicheren Industrie zerschlugen die Australier die in der Region befindlichen japanischen Einheiten so weit, dass sie keine Offensivgefahr mehr darstellten. Dies führte dazu, dass weitere Operationen in Nordwest-Neuguinea sowie Neubritannien möglich wurden, ohne die eigenen Nachschublinien ernsthaft der Gefahr auszusetzen, unterbrochen zu werden. Nach der Besetzung Sios am 21. Januar 1944 übergab die 9th Division das regionale Kommando an die 5., einer aus der Heeresreserve gebildeten Division. Die Ablösung war Teil eines Plans, die kampferprobten Divisionen für andere Fronten, besonders die bald anstehende Landung auf den Philippinen, freizumachen. Im Endeffekt wurde die 9th Division nicht auf den Philippinen eingesetzt, da andere, amerikanische Truppen diese Aufgabe übernahmen. Sie war stattdessen der Mitte 1945 stattfindenden Operation Oboe zur Rückeroberung Borneos zugeteilt. In der Zwischenzeit übernahmen Teile der 5th Division die Aufgabe, die weitere Umgebung Sios zu sichern, wobei sie den Januar und Februar 1945 über letzte Widerstandsnester ausräumten und Fühlung mit den US-Truppen bei Saidor aufnahmen.
Während der Schlacht um die Huon-Halbinsel verlor die 9th Division 1.082 Mann, davon 283 Tote und ein Vermisster. Im Vergleich zu anderen Schlachten der Division im Kriegsverlauf waren die Verluste relativ gering. So hatte sie bei El Alamein in Nordafrika mehr als doppelt so viele Soldaten verloren. Die unwegsame Vegetation, die geringe Kampfentfernung sowie eine schlechter als gewohnte Versorgungslage mit Nahrungsmitteln ließen den Teilnehmern die Kämpfe in Neuguinea allerdings härter als andere erscheinen. Krankheiten schränkten die Kampfbereitschaft zusätzlich ein. 85 % des Divisionspersonals litten während der Schlacht an Krankheiten.

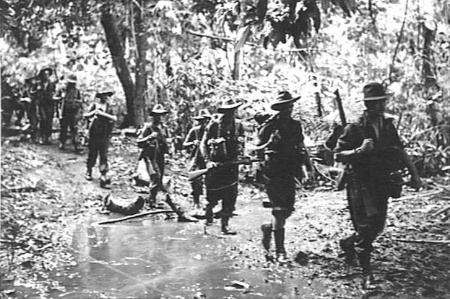
Soldaten des 30. Infanteriebataillons überqueren während einer Säuberungsaktion einen flachen Flusslauf zwischen Weber Point und Malalamai, 9. Februar 1944.

In den Augen vieler australischer Soldaten führte auch die Vorgehensweise der japanischen Soldaten zu dieser Härte der Kämpfe. Verglichen mit den Gefechten in Nordafrika empfanden sie die japanischen Soldaten unter anderem als tapferer und opferbereiter. Parallel hatten sie aber das Gefühl der deutlichen technologischen Überlegenheit gegenüber ihren Gegnern. Für die Japaner stellten dieser Vorteil der Australier sowie ihr eigener Mangel an Nachschub die psychologischen Hauptfaktoren dar, mit denen sie die Australier als Feind charakterisierten. Um diesem Unterlegenheitsgefühl zu begegnen, ermutigten die japanischen Offiziere ihre Truppen dazu, an ihre geistige Stärke als Weg zum Sieg zu glauben. Der hauptsächliche Einsatz von Infanterie, weit ab von den nächsten Stützpunkten, begrenzte die technische Überlegenheit der Australier. Der in geringem Umfang noch stattfindende Kampf der verbundenen Waffen durch die Australier stellte sich schlussendlich als entscheidend heraus. Die wiederholten Luftangriffe auf japanische Stellungen, besonders um den Sattelberg, stellten sich als physisch wirkungslos heraus, hatten aber einen vergleichsweise großen Einfluss auf die japanische Kampfmoral. Gemeinsam mit dem effektiveren Artilleriefeuer der Alliierten konnten die bereits überdehnten japanischen Kommunikationslinien wiederholt unterbrochen werden.
Die Japaner erlitten während der Schlacht deutlich höhere Verluste als die Alliierten, wobei exakte Zahlen nicht verfügbar sind. Etwa 12.500 japanischen Soldaten nahmen an den Kämpfen teil, wovon geschätzt 5.500 fielen. Andere Autoren schätzen diese Zahl höher ein und gehen, da am Ende der Kämpfe lediglich 4.300 Japaner Sio erreichten, von 7.000 bis 8.000 Gefallenen aus. Die japanischen Truppen verloren auch empfindliche Mengen an Kriegsmaterial. So konnten die Australier 18 der 26 eingesetzten Artilleriegeschütze erbeuten, und von 36 schweren Maschinengewehren gingen 28 verloren.
Zu Beginn der Schlacht waren die Australier die einzige alliierte Kriegsfraktion, die sich in der Region in Bodenkämpfen mit dem Feind befand. Bei ihrem Ende operierten bereits starke Verbände der Vereinigten Staaten in der Gegend, die die Verantwortung für alle Landkämpfe von den Australiern übernommen hatten. Während die Kämpfe auf Neuguinea weiter in vollem Umfang geführt wurden, erlebte der pazifische Kriegsschauplatz eine Phase relativer Ruhe, die erst mit der Jahreswende von 1944 auf 1945 durch alliierte Offensiven gebrochen wurde.